# Lakeview (Geòrgia)
Lakeview és una concentració de població designada pel cens dels Estats Units a l'estat de Geòrgia. Segons el cens del 2000 tenia 4.820 habitants.

## Demografia
Segons el cens del 2000, Lakeview tenia 4.820 habitants, 1.996 habitatges, i 1.413 famílies. La densitat de població era de 816,2 habitants/km².
Dels 1.996 habitatges en un 27,9% hi vivien nens de menys de 18 anys, en un 54,4% hi vivien parelles casades, en un 11,7% dones solteres, i en un 29,2% no eren unitats familiars. En el 25,2% dels habitatges hi vivien persones soles el 12% de les quals corresponia a persones de 65 anys o més que vivien soles. El nombre mitjà de persones vivint en cada habitatge era de 2,41 i el nombre mitjà de persones que vivien en cada família era de 2,88.
Per edats la població es repartia de la següent manera: un 22,4% tenia menys de 18 anys, un 7,7% entre 18 i 24, un 27,1% entre 25 i 44, un 25% de 45 a 60 i un 17,8% 65 anys o més.
L'edat mediana era de 40 anys. Per cada 100 dones de 18 o més anys hi havia 85,2 homes.
La renda mediana per habitatge era de 34.817 $ i la renda mediana per família de 43.024 $. Els homes tenien una renda mediana de 31.286 $ mentre que les dones 22.018 $. La renda per capita de la població era de 16.873 $. Entorn del 6,5% de les famílies i el 9,7% de la població estaven per davall del llindar de pobresa.

## Poblacions més properes
El següent diagrama mostra les poblacions més properes.